# 華礁

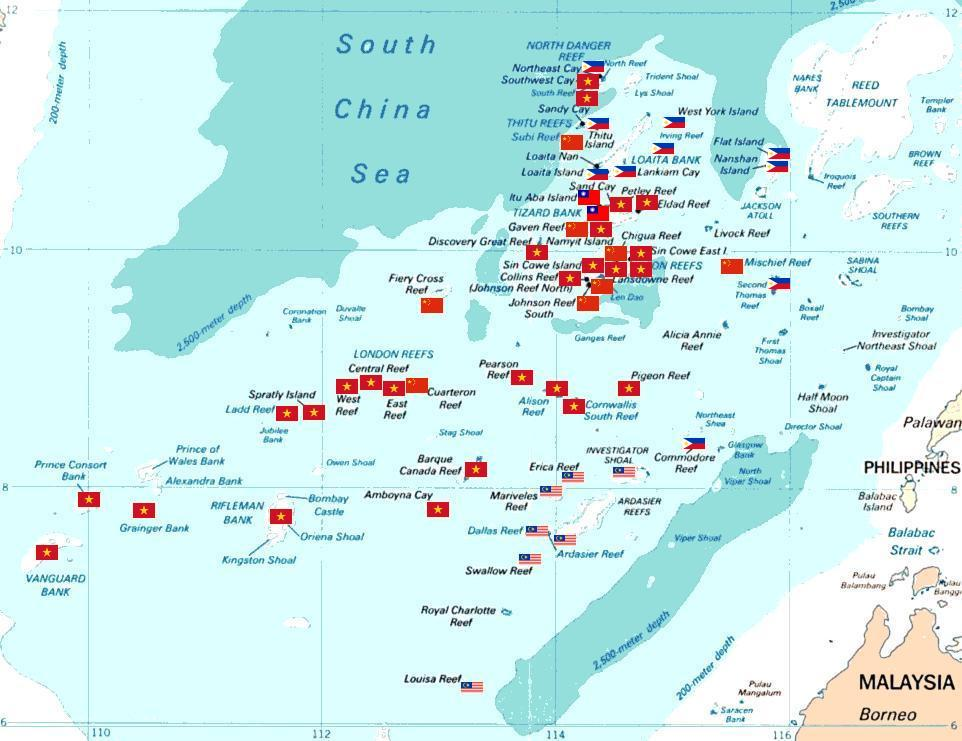
南沙諸島における南シナ海周辺諸国の実効支配状況

華礁（かしょう、英語: Loveless Reef、ベトナム語：Đá Nghĩa Hành / 𥒥義行）は、南沙諸島のユニオン堆（英語: Union Banks、中国語: 九章群礁）と呼ばれる堆の北西端にあるサンゴ礁である。鬼喊礁から4.31カイリ離れている。
中華人民共和国、中華民国（台湾）とベトナムは主権を主張している。